# Polythene Pam
A Polythene Pam a The Beatles együttes 1969-es dala az Abbey Road albumról. A dal szerzője John Lennon, és Lennon–McCartney szerzeményként jelölték. A dal az albumon található zenei egyveleg része és egybecsúsztatva rögzíteték a She Came In Through the Bathroom Window dallal együtt.
Lennon a dal ötletét még az együttes 1968-ban, Maharisi Mahes jóginál tett risikési látogatás alatt találta ki. Eredeti tervei szerint a dal már szerepelt volna a The Beatles dupla nagylemezen, de ez meghiúsult. (végül a demóváltozata, melyet George Harrison kinfauns-i házában rögzítettek 1968. május 29-én felkerült az Anthology 3 albumra) Végül csak az Abbey Road album felvételinél vették elő újra a dalt. 
A dal egy liverpool-i nőről szól, aki skót szoknyát és lovaglócsizmát visel és mindig kapható egy szexre, akár polietilén zsákban is. A dal főszereplőjét két valós eset is ihlette. Az egyik személy Patricia Hodget vagy Pat Dawson volt, aki az együttes nagy rajongója volt amikor még a Cavern Club-ban léptek fel. A leányzó rajongott a hőre lágyuló műanyagért (állítólag el is fogyasztotta) emiatt kapta a Polythene Pat becenevet. A másik pedig Lennon egy 1963-ban történt kalandja volt. Mikor az együttes a Csatorna-szigeteken található Guernsey városában tartózkodott, Lennon pedig Royston Ellis költő látta vendégül. Az ő barátnője, Stephanie (vagy minannyian) nejlonzacskókba öltözve aldut(ak) el.
A dalt 1969 július végén rögzítették és eredetileg country-s hangzása volt. A szokott hangszereken kívül tamburinon, kolompon és maracason is játszanak az együttes tagjai. John liverpooli kiejtése és a refrénben előforduló "Yeah" kifejezés az együttes korai hangzásvilágára emlékeztet.

## Közreműködött
Ian MacDonald szerint:

### The Beatles
- John Lennon – ének, 12 húros akusztikus gitár, taps
- Paul McCartney – vokál, basszusgitár
- George Harrison  – vokál, szólógitár
- Ringo Starr – dob, tamburin, maracas, kolomp